# 留营乡
留营乡是中国河北省石家庄市桥西区下辖的一个乡。

## 行政区划
留营乡下辖东简良社区、开泰街社区、南郭社区、留营社区、刘营乡直社区、西王社区、南简良村、西简良村、石桥村、孔寨村、张营村。